# Dominancia ocular

Marinero utilizando un catalejo. De forma instintiva, probablemente utilizará para mirar por el instrumento su ojo dominante, el izquierdo en este caso

La dominancia ocular, a veces llamada preferencia ocular (y también mencionada en referencia al ojo dominante), es la tendencia a preferir mirar con un ojo determinado, de forma que la imagen que capta prevalece sobre la del otro ojo en el proceso de la visión. Es un concepto análogo al de la mano dominante diestra o zurda, aunque el lado del ojo dominante y de la mano dominante no siempre coinciden. Esto se debe a que ambos hemisferios controlan ambos ojos, pero cada uno se hace cargo de una mitad diferente del campo de visión y, por lo tanto, de una mitad diferente de ambas retinas (véase el artículo del tracto óptico para obtener más detalles). Por lo tanto, no hay una analogía directa entre "la mano dominante" y "el ojo dominante" como fenómenos asociados a la lateralidad. 
Aproximadamente dos tercios de la población presentan dominancia del ojo derecho, y en el tercio restante la dominancia es del ojo izquierdo. Sin embargo, en una pequeña porción de la población ninguno de los dos ojos es dominante. La dominancia parece cambiar según la dirección de la mirada, debido a los cambios de tamaño de la imagen en las retinas. También parece haber una mayor prevalencia de dominancia del ojo izquierdo en las personas con el síndrome de Williams-Beuren, y posiblemente también en pacientes con migraña. El dominio de los ojos se ha clasificado como "débil" o "fuerte"; algunos casos muy marcados son causados por la ambliopía o por el estrabismo. 
En aquellas personas con miopía anisometrópica (diferentes grados de miopía en los dos ojos), se ha comprobado que el ojo dominante es el que tiene más miopía. En lo que respecta a los sujetos con visión binocular normal, la noción generalizada de que el ojo con mejor visión del individuo tendería a ser el ojo dominante ha sido cuestionada por carecer de una base empírica.

## Efectos
En la visión binocular normal, hay un efecto de paralaje y, por lo tanto, el ojo dominante es el que se utiliza principalmente para obtener información posicional precisa. Esto puede ser extremadamente importante en deportes que requieren puntería, como tiro con arco, dardos o tiro deportivo. 
Se ha afirmado que dominancia cruzada (en la que el ojo dominante está en un lado y la mano dominante en el otro) es ventajosa en los deportes que requieren posturas laterales (como por ejemplo, béisbol, cricket o golf). Sin embargo, estudios realizados las dos primeras décadas del siglo XXI demostraron que este no es el caso. En un estudio de jugadores profesionales de béisbol de 1998, los patrones de dominancia ocular y manual no mostraron un efecto en el promedio de bateo o en el rendimiento global. De manera similar, en 2005, un estudio sudafricano encontró que "los jugadores de críquet no tenían más probabilidades de poseer la dominancia mano-ojo cruzada" que la población normal.
La dominancia ocular es una consideración importante para predecir la satisfacción del paciente con la corrección de la visión mediante lentes de contacto en la cirugía de cataratas, en la cirugía refractiva por láser y en el uso de lentes de contacto. 
El ojo dominante tiene más conexiones neuronales con el cerebro que el otro ojo. De acuerdo con un estudio de sesenta personas en las Actas de la Royal Society B, en personas no disléxicas, el punto sin conos sensibles al azul en el ojo dominante tiende a ser redondo y el mismo lugar en el ojo no dominante tiende a ser de forma irregular. En las personas disléxicas, ambos ojos tienden a tener áreas redondas. El estudio sugiere que esta diferencia puede ser una causa potencial, y posiblemente tratable, de dislexia; sin embargo, se requieren pruebas adicionales para confirmar este extremo. Al menos 700 millones de personas en todo el mundo son disléxicas. En respuesta al estudio, John Stein, de la Universidad de Oxford, advierte que si bien el estudio es "realmente interesante", no existe una causa única de la dislexia.

## Determinación
El ojo dominante de una persona "está determinado por la alineación subjetiva de dos objetos presentados en una estereodisparidad mucho más allá del área de Panum". Hay varias maneras de determinarlo: 
1. La prueba de Miles. El observador extiende ambos brazos, une ambas manos para crear una pequeña abertura. Luego, con ambos ojos abiertos, mira a un objeto distante a través de la abertura. A continuación, el observador alterna el cierre de los ojos o desplaza lentamente la abertura hacia la cabeza para determinar qué ojo está viendo el objeto (es decir, el ojo dominante).[24][25][26]
2. La prueba de Porta. El observador extiende un brazo y luego, con ambos ojos abiertos, alinea el pulgar o el índice con un objeto distante. Luego, el observador alterna el cierre de los ojos o levanta lentamente el dedo pulgar hacia la cabeza para determinar qué ojo está viendo el objeto (es decir, el ojo dominante).[25][27][28]
3. El método Dolman, también conocido como la prueba del agujero en la tarjeta. El sujeto recibe una tarjeta con un pequeño orificio en el medio, se le indica que la sostenga con ambas manos y luego se le indica que vea un objeto distante a través del orificio con ambos ojos abiertos. Luego, el observador alterna el cierre de los ojos o acerca lentamente la abertura hacia la cabeza para determinar qué ojo está viendo el objeto (es decir, el ojo dominante).[13]
4. La prueba de convergencia del punto cercano. El sujeto fija un objeto que se mueve hacia la nariz hasta que se produce la divergencia de un ojo (es decir, del ojo no dominante). Es una prueba objetiva de dominancia ocular.[13]
5. Ciertos estereogramas.[29]
6. La prueba del agujero del alfiler.[30]
7. La prueba del anillo.[31]
8. Técnica de nebulización de lentes. El sujeto fija un objeto distante con ambos ojos abiertos y la corrección apropiada en su lugar. Una lente de +2.00 o +2.50 se introduce alternativamente en frente de cada ojo, lo que difumina el objeto distante. Luego se le pide al sujeto que indique en qué ojo es más borrosa la imagen. Este es el ojo dominante.
9. Una prueba de umbral de coherencia de movimiento dicóptico produce una indicación cuantificada de dominancia ocular.[32]

Las pruebas de dominio forzado de elección, como el método de Dolman, permiten solo determinar la dominancia del ojo derecho o del izquierdo, pero no cuantificar la diferencia.